# لين أوستين
لين أوستين (بالإنجليزية: Lynn Austin)‏ (1949)؛ روائية أمريكية.